# × Phragmipaphium
×Phragmipaphium là một chi lan lai giữa chi Phragmipedium và Paphiopedilum. Chi lan lai này được những người trồng và yêu thích lan viết tắt là Phrphm.

## Các loài đã được đăng ký
Các tên sau đây đã được đăng ký với Hội Royal Horticultural Society:
- Phrphm. Charming Daughter; Registered by N. Toyoshima as Phrag. longifolium × Paph.  henryanum
- Phrphm. Confusion; Registered by Dr./Mrs. W.W. Wilson (Mans./Hatcher) as Phrag. Grande × Paph. Memoria J. H. Walker
- Phrphm. Elisabeth Schrull; Registered by J. Werner as Paph. dayanum × Phrag.  Sedenii
- Phrphm. Fourman's Freckles; Registered by T. Fourman (O/U) as Paph. bellatulum × Phrag. schlimii
- Phrphm. Fourman's Twilight; Registered by T. Fourman (O/U) as Phrag. schlimii × Paph. micranthum
- Phrphm. Hanes' Magic; Registerd by J. Hanes as Paph. stonei × Phrag. Albopurpureum
- Phrphm. Malhouitri; REgistered by Boullet as Paph. Harrisianum × Phrag. schlimii
- Phrphm. n.r. (Phrag. besseae x Paph. micranthum)